# Diplobatis
Diplobatis là một chi cá đuối điện trong họ Narcinidae.

## Loài
- Diplobatis colombiensis Fechhelm & McEachran, 1984 (Colombian electric ray)
- Diplobatis guamachensis Martín Salazar, 1957 (Brownband numbfish)
- Diplobatis ommata (D. S. Jordan & C. H. Gilbert, 1890) (Ocellated electric ray)
- Diplobatis pictus G. Palmer, 1950 (Painted electric ray)